# Śnieguła (zwyczajna)
Śnieguła (zwyczajna) (Plectrophenax nivalis) – gatunek małego ptaka wędrownego z rodziny poświerek (Calcariidae), wcześniej zaliczany do trznadlowatych (Emberizidae). Zamieszkuje obszary podbiegunowe Eurazji i Ameryki Północnej. Jest najdalej na północy gniazdującym ptakiem lądowym – występuje aż do północy Grenlandii. Zimuje w strefach umiarkowanych Eurazji i Ameryki Północnej, sporadycznie w północnej Afryce. Nie jest zagrożony wyginięciem.

## Taksonomia
Po raz pierwszy zgodnie z zasadami nazewnictwa binominalnego gatunek ten opisał w 1758 Karol Linneusz w 10. edycji Systema Naturae, uznawanej za początek nomenklatury zoologicznej. Przydzielił mu nazwę Emberiza nivalis; miejsce typowe to Laponia. Obecnie Międzynarodowy Komitet Ornitologiczny (IOC, 2023) umieszcza śniegułę w liczącym dwa gatunki rodzaju Plectrophenax. Niektórzy autorzy uznają śniegułę za konspecyficzną ze śniegułą białą (P. hyperboreus), jednak szata młodociana u tych gatunków różni się. Ponadto hybrydyzacja u obu śnieguł jest minimalna, gdyż śnieguła biała przybywa na lęgowiska później i zdaje się zajmować wtedy całą ich powierzchnię. Kwestia podgatunków śnieguły niejasna ze względu na dużą zmienność osobniczą. Podgatunek nominatywny współwystępuje z townsendi we wschodnich Aleutach. IOC wyróżnia 4 podgatunki, autorzy Handbook of the Birds of the World wskazują te same.

## Podgatunki i zasięg występowania
IOC wyróżnia następujące podgatunki P. nivalis:
- P. n. nivalis (Linnaeus, 1758) – północna Ameryka Północna i północna Europa.
- P. n. insulae Salomonsen, 1931 – Islandia.
- P. n. vlasowae Portenko, 1937 – północno-wschodnia Europa do północno-wschodniej Syberii.
- P. n. townsendi Ridgway, 1887 – Wyspy Komandorskie, Aleuty i Wyspy Pribyłowa.

W Europie przede wszystkim na Islandii i Spitsbergenie, w Szkocji i w Skandynawii. W Niemczech regularnie zimuje wzdłuż wybrzeża, na południe po góry; w mniejszej liczbie zimuje w południowych Niemczech, Austrii i Szwajcarii. W Polsce nieliczny ptak przelotny i zimujący, spotykany od października do kwietnia.

## Morfologia
Długość ciała wynosi 14–18 cm. Cała czaszka mierzy od 27 do 32 mm, z czego 11–15 mm przypada na dziób. Śnieguła posiada 12 sterówek, z czego najdłuższa mierzy 79 mm (dane dla osobnika muzealnego); występuje 10 lotek I rzędu i 9 lotek II rzędu. Dorosłe pierzą się od połowy lipca do końca sierpnia, młode w sierpniu i wrześniu. Masa ciała śnieguły mieści się w przedziale 18–56 g.
U śnieguł występuje podział na szaty. Samiec w szacie godowej w większości śnieżnobiały z wyjątkiem czarnego grzbietu, krańców skrzydeł i lotek III rzędu (mają płowe końcówki i krawędzie) oraz części sterówek. Dwie środkowe pary są czarne, mają białe lub płowe obrzeżenia; kolejna para ma szerokie czarne końce. Nogi i stopy szare, stożkowaty dziób także przybiera ciemną barwę (na jesieni kolor przechodzi w żółtopomarańczowy, na końcu ciemny). Samica w szacie godowej od spodu jest biała, można dostrzec szarawą głowę, niejednolity jasno-ciemny grzbiet, jasny, czerwonobrązowy odcień piór na bokach oraz żółtopomarańczowy dziób.
Poza sezonem lęgowym samiec i samica uzyskują podobny wygląd; ogółem ich upierzenie zyskuje więcej płowych odcieni. Pióra na głowie mają wtedy brązowe końcówki, na piórach skrzydeł i grzbietu pojawiają się białe lub czerwonobrązowe zwieńczenia, co sprawia wrażenie nakrapiania. Przez pierś przebiega czerwonawy pas. Samiec śnieguły uzyskuje swoją szatę godową nie poprzez pierzenie, a poprzez ścieranie się barwnych końcówek piór, przez co widoczna pozostaje tylko ich biała lub czarna (zależnie od obszaru) część. Ptaki młodociane są ogółem bardziej szare, ogon i skrzydła bardziej brązowe i ciemniejsze.

## Ekologia
Śnieguła żeruje głównie na ziemi; żywi się nasionami, pąkami, owadami i innymi bezkręgowcami, na wybrzeżu małymi skorupiakami. Do nasion zjadanych przez te ptaki zaliczają się np. nasiona traw lub ciborowatych, ale i nasiona zbóż, np. jęczmienia, owsa i pszenicy. W zimie śnieguły tworzą duże stada wspólnie żerujących ptaków. Samce śnieguł przybywają na tereny lęgowe od środka marca do początku kwietnia; miejscami temperatura może sięgać jeszcze –30 °C. Samice przybywają cztery do sześciu tygodni później. Samce popisują się poprzez wzniesienie się w górę, a następnie ślizg w dół połączony ze śpiewem.

### Lęgi

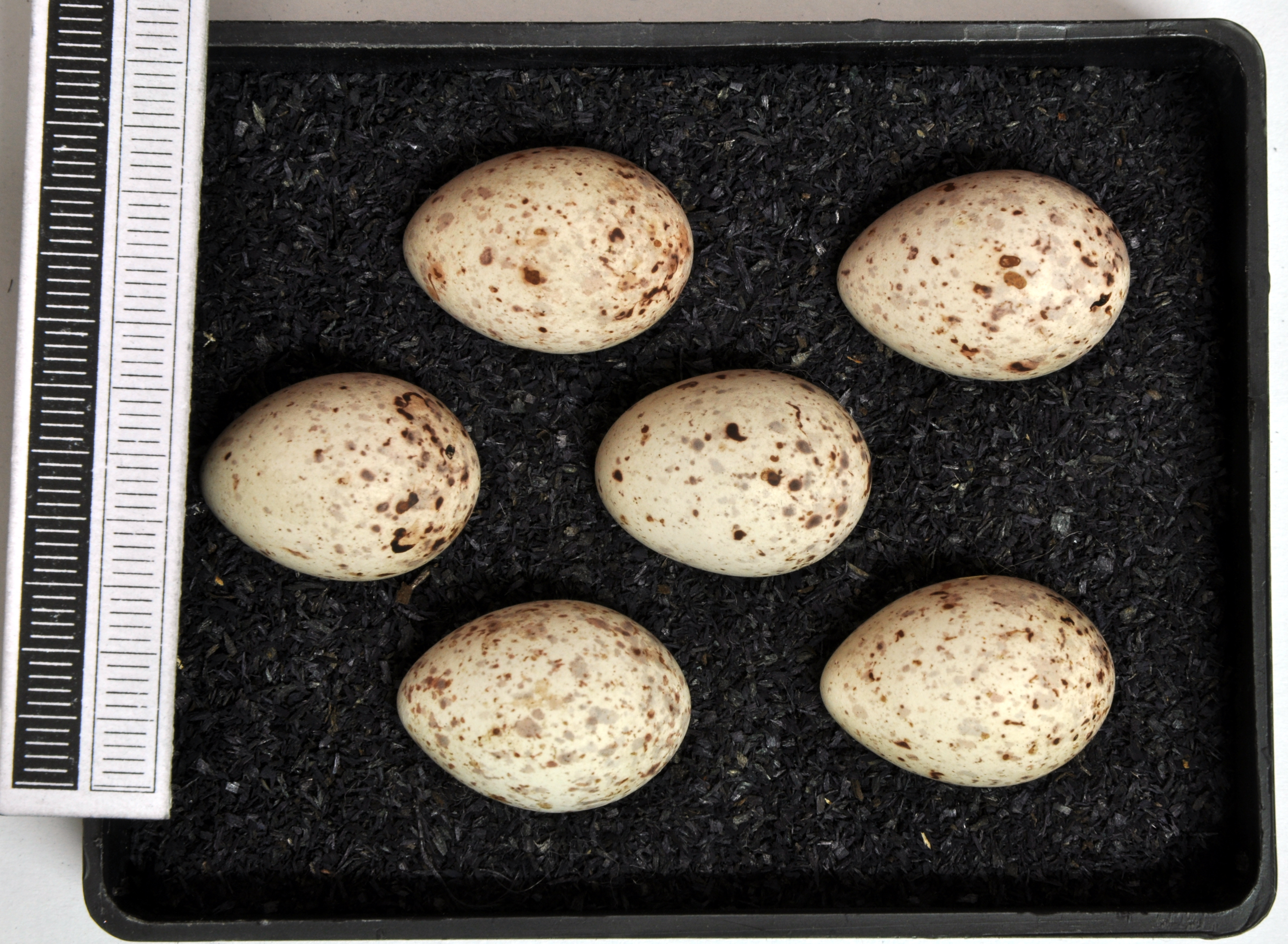
Jaja z kolekcji muzealnej

Zwykle sezon lęgowy rozpoczyna się w czerwcu. W Arktyce śnieguły wyprowadzają jeden lęg, w bardziej południowych częściach zasięgu zdarzają się dwa. Gniazdo znajduje się w głębokiej szczelinie skalnej. Na zewnętrzną warstwę składają się mchy i trawy, na wyściółkę trawy, korzenie, sierść i pióra. W obszarach, gdzie dostępność naturalnych szczelin jest ograniczona śnieguły mogą użyć jako miejsca na gniazdo także budynków, stert gruzu, beczek, pudeł i metalowych pojemników. Za budowę gniazda odpowiedzialna jest samica. Składa 2–8 jaj. Skorupka jest niejednolita; barwa tła może być brudnobiała po jasnoniebieską, zaś pokrywające ją plamki są czerwonobrązowe. Niekiedy widoczne są także brązowe kreski. Jajo mierzy około 22 na 16 mm (0,83 na 0,63 cala). Samica wysiaduje sama przez 10–15 dni; przez ten czas karmiona jest przez samca. Młode są karmione przez oba ptaki z pary i opuszczają gniazdo po 12–15 dniach od wyklucia. Przez dalsze 8–12 dni nadal są karmione przez rodziców.

## Status i ochrona
Przez IUCN śnieguła uznawana jest za gatunek najmniejszej troski nieprzerwanie od 1988 (stan w 2022). W 2004 liczebność światowej populacji szacowano na ponad 40 milionów osobników. Trend liczebności populacji oceniany jest jako spadkowy. BirdLife International wymienia ponad 50 ostoi ptaków IBA, w których występuje P. nivalis, najwięcej jest ich w Finlandii.
Na terenie Polski gatunek ten jest objęty ścisłą ochroną gatunkową.